# Typosyllis magdalena
Typosyllis magdalena är en ringmaskart som först beskrevs av Elise Wesenberg-Lund 1962.  Typosyllis magdalena ingår i släktet Typosyllis och familjen Syllidae. Inga underarter finns listade i Catalogue of Life.